# 円筒埴輪

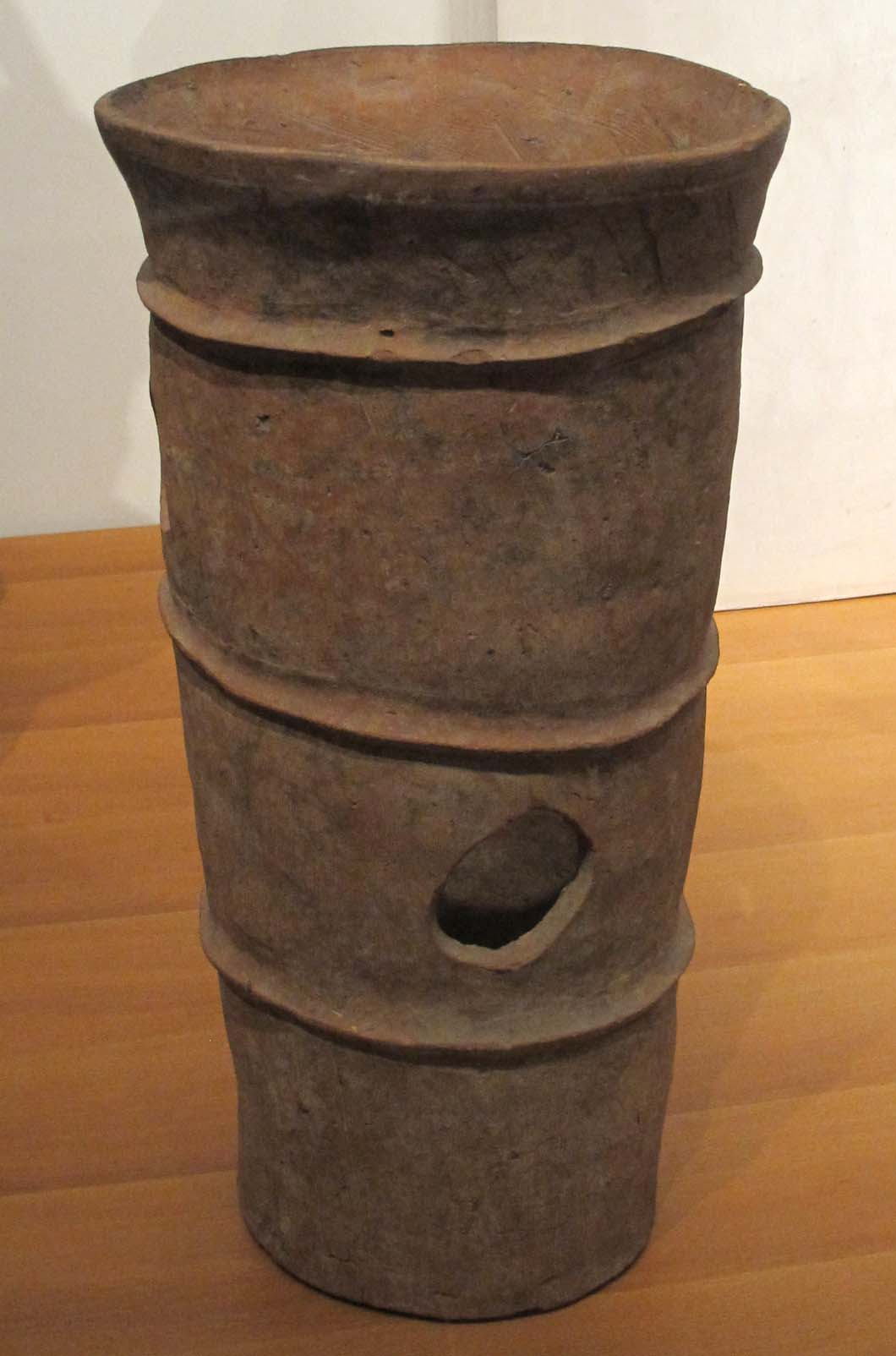
円筒埴輪

円筒埴輪（えんとうはにわ）とは、古墳時代に古墳の上に樹立された埴輪の一種であり、土管状の形態をしたものである。埴輪の中で一番早く登場する。これとは別種の埴輪として形象埴輪がある。

## 概要
その起源は弥生時代後期（2世紀）に、現在の岡山県を中心とする地域である吉備の弥生墳丘墓（楯築墳丘墓など）で発達した、葬送儀礼用の特殊器台・特殊壺（特殊器台型土器・特殊壺型土器とも呼ばれる）であると考えられている。3世紀半ば過ぎに最初の前方後円墳といわれる箸墓古墳の葬送儀礼でも使われた「宮山型特殊器台・特殊壺」を経て、最古の円筒埴輪型式である「都月型円筒埴輪」が出現する。円筒埴輪は最も大量に使用されたことや、前方後円墳の広がりにやや遅れながらも全国的に広く使用されるようになったことから、古墳の年代を決定する標識になる役割を担っている。

### 研究略史
研究史は古く、明治に近代的な考古学研究が開始されると円筒埴輪についても議論が始まった。1888年（明治21年）から1901年（明治34年）にかけて坪井正五郎は埴輪円筒（円筒埴輪）について、表面に入った無数の筋目模様「刷毛目（ハケメ）」に注目し、墳丘崩落を防ぐ土留から生じた柴垣模倣説を提唱し、異論を唱える和田千吉や、光井清三郎らと論争した。
1967年（昭和42年）には近藤義郎と春成秀爾により、円筒埴輪が弥生時代後期後葉（2世紀後半）の吉備（岡山県）地方の特殊器台・特殊壺を祖源とし、3世紀後半までに成立してきたとする変遷過程が示された。
1978年（昭和53年）には川西宏幸が「円筒埴輪総論」を発表した。川西は、円筒埴輪の持つ突帯（タガ）の形状や調整（ハケメ）の向きなどの諸属性を分類・検討し、ハケメ調整として断続的な「A種ヨコハケ（工具が表面から複数回離れる）」、継続的な「B種ヨコハケ（工具を離さないが静止痕が残る）」、連続的な「C種ヨコハケ（工具を離さず一周させる）」、「タテハケ」を分類し、年代を特定する基準とした。また表面の「黒斑」の有無により、須恵器生産技術として伝来した窖窯の導入時期を画期とするなどして、Ⅰ～Ⅴ期の年代区分を与え、全国的な埴輪編年を構築した。この円筒埴輪編年は天皇陵古墳などを含む全国の古墳の年代決定基準ともなり、現代の学界でも支持される成果となった。

## 種類・大きさ・特徴
本埴輪は、もともと壺を載せる器台だったものが、垣根のように並べて配置されるものに変化したため、下部が単純な土管（円筒）状になっており、突帯（タガ）で数段に分けた胴部に円形や四角形の透かし孔を開けている。種類は多くないが、普通円筒と朝顔形埴輪がある。他には鰭付（ひれつき）円筒埴輪がある。なお、「壺形埴輪」と呼ばれるものについては、壺という器物を表しているため形象埴輪とも言いえるが、埴輪の起源的土器である弥生時代の特殊器台・特殊壺の中の「特殊壺」が埴輪化していったものであるため（円筒埴輪と一体化して朝顔形埴輪にもなった）、他の形象埴輪群とは起源や系統が大きく異なり円筒埴輪に類するとされている。
外面に見える無数の筋目模様「刷毛目（ハケメ）」は、表面を整える際に木製の板状工具で撫でたことによる木目の痕跡と考えられている。
これらの埴輪は円筒埴輪数本に対して朝顔形埴輪1本の割合で配置されるのが普通である。大きさは、数十センチメートルから1メートル程度のものが一番多いが、中には2メートル前後のものもある。最大とされるものは、奈良県桜井市のメスリ山古墳出土のもので2.4メートルを測る。

## ギャラリー

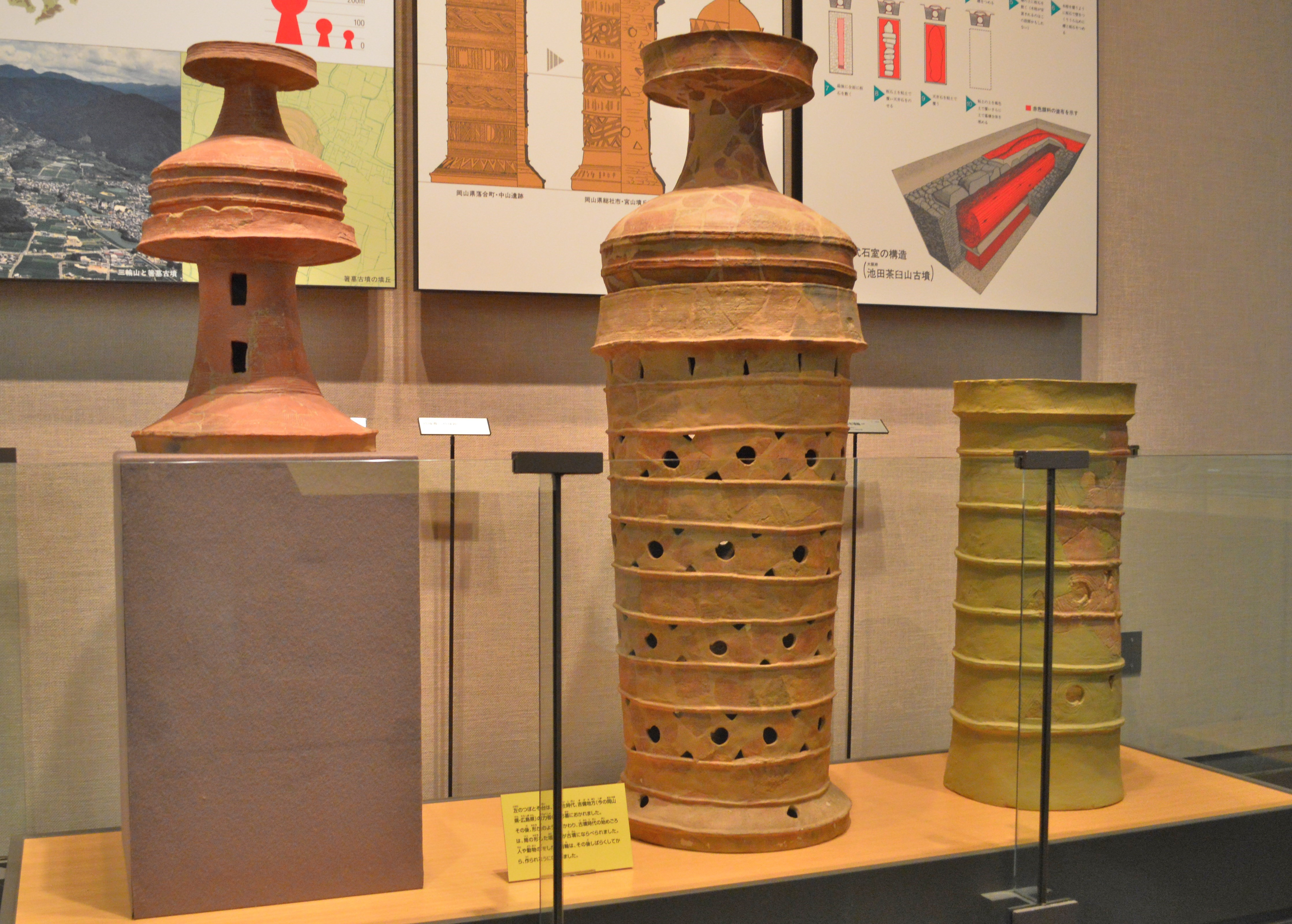
埴輪の起源と考えられている特殊器台・特殊壺（複製・国立歴史民俗博物館）
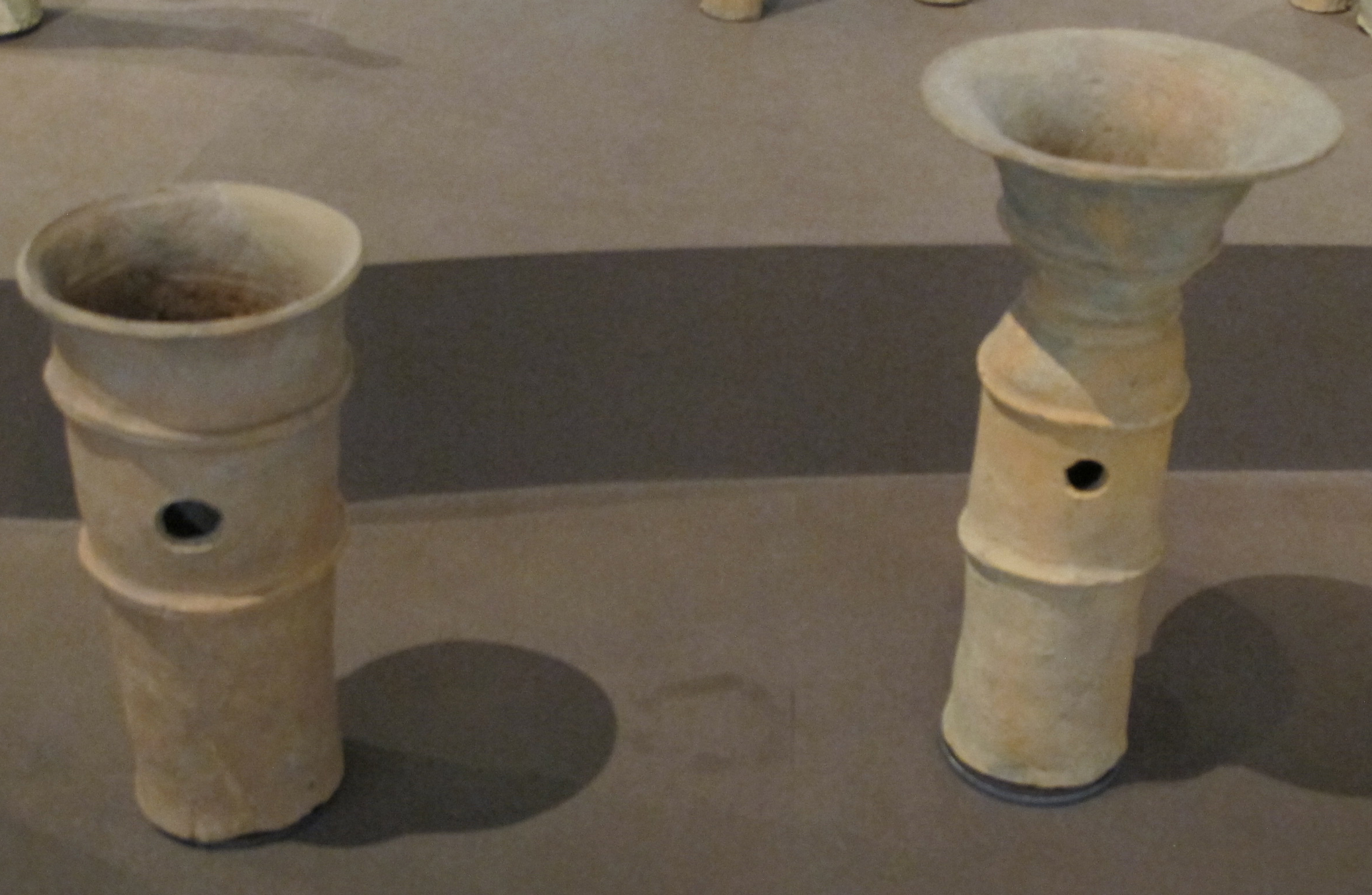
普通円筒と朝顔形円筒（東京国立博物館）
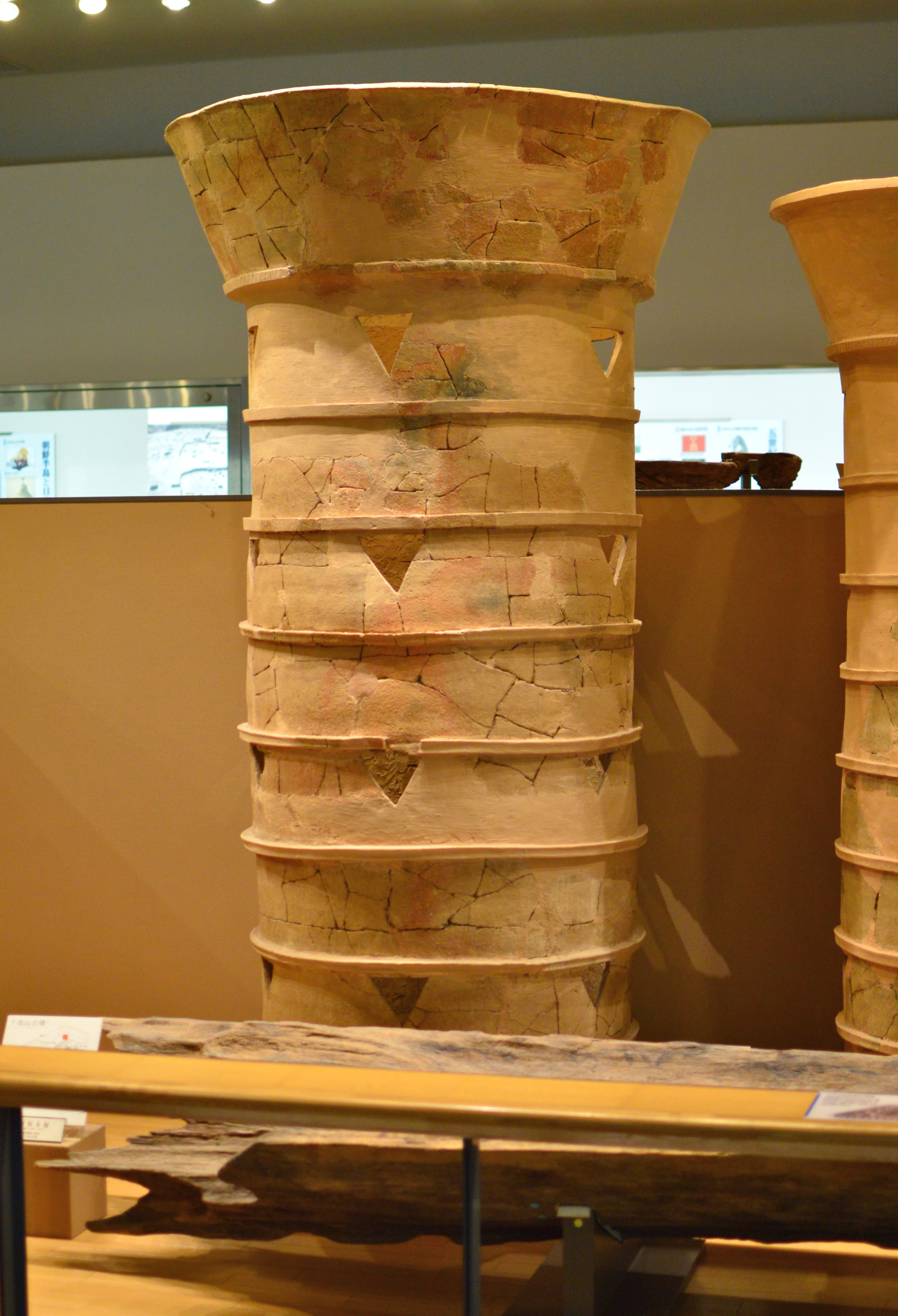
奈良県桜井市メスリ山古墳出土の日本最大（2.4メートル）の円筒埴輪（奈良県立橿原考古学研究所附属博物館）
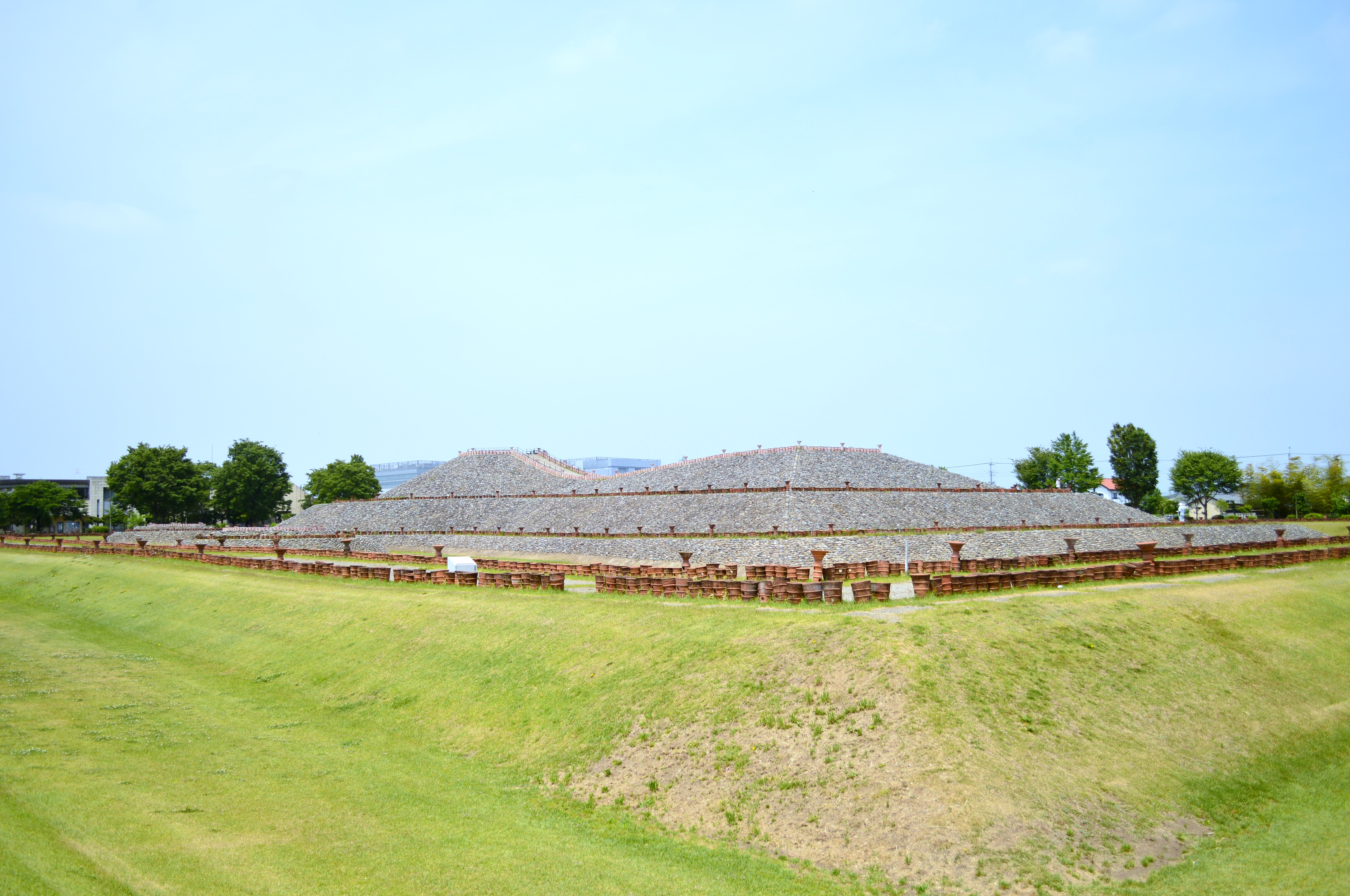
保渡田八幡塚古墳に立ち並ぶ円筒埴輪と朝顔形円筒埴輪（群馬県高崎市）